# Frater2
Il "Frater2" è una lingua ausiliaria internazionale. Si tratta della riforma, proposta da Paul O. Bartlett nel 1997, del precedente progetto Lingua sistemfrater o "Frater" presentato dal linguista vietnamita Pham Xuan Thai nel 1957.
Analogamente a quest'ultima, i suoi principi sono molto simili a quelli dell'Interglossa, presentata da Lancelot Hogben nel 1943; e della sua revisione, la tuttora attiva Glosa, presentata da Ron Clark e Wendy Ashby nel 1972. Ma mentre nel caso del "Sistemfrater" non possiamo sapere se il suo creatore fosse a conoscenza del progetto di Hogben, il sistema verbale del "Frater2" sembra influenzato dall'impostazione di Hogben, Clark ed Ashby.

## Differenze traFratereFrater2
Esse riguardano, anche se non esclusivamente, soprattutto:
- Pronuncia e ortografia.
- Variazioni nel sistema verbale, basato sull'Interglossa, che include l'aspetto e l'imperativo.
- Introduzione di una particella interrogativa per le frasi interrogative.
- Variazioni nei pronomi e nelle particelle grammaticali.
- Variazioni nel sistema numerale.

## Pronuncia e ortografia
- Il Frater2 possiede soltanto 18 fonemi.

Essi sono rappresentati per mezzo dell'alfabeto latino.
- Le vocali sono: A, E, I, O, U.
- Le vocali doppie rappresentano le vocali lunghe.
- Non esistono dittonghi e semivocali.
- Le consonanti sono: B, D, F, G, J, K, L, M, N, P, R, S, T.

J si pronuncia /ʒ/ (come in francese), contrariamente al Frater in cui si pronuncia /z/.
Sono ammesse C, H, Q, V, W, X, Y, Z per i nomi propri di origine straniera.
- Le parole non hanno sillabe accentate. Ciascuna sillaba può essere pronunciata con la stessa intensità.
- L'apostrofo (') indica i nomi propri.

## Morfologia e sintassi
- Frater2 non declina o coniuga, né agglutina le parole. È una lingua completamente isolante.
- La preposizione Gu indica i sostantivi.
- In Frater2 non esistono articoli.
- Non esiste il genere grammaticale. Vengono usate le parole Andro e Gine quando è necessario specificare il sesso.

### Comparativo
Je indica il comparativo di uguaglianza:
Mensa ni juge maga je ot ni. Il tuo mobile è tanto grande quanto il mio.
Plus indica il comparativo di maggioranza:
Kani dis juge kube. Questo cane è giovane.
Kani na juge jube plus. Questo cane è più giovane.
Dom mi juge maga plus ot ni (dom). La mia casa è più grande della tua.
Mi loge belo plus ni. Io parlo più velocemente di te.
Plusno indica il comparativo di minoranza:
Kup mis juge komple plusno ot lis (kup). La nostra coppa è meno piena della loro.
Kani noble plusno kat. Il cane è meno nobile del gatto.

### Superlativo
Plasuni indica il superlativo relativo (di maggioranza):
Kat juge jo noble plasuni. Il gatto è l'animale più nobile.
Plasunino indica il superlativo relativo di minoranza:
Li juge gine orderkon plasunino, mi kones ke.
Tele indica il superlativo assoluto:
Ipo juge belo tele. Il cavallo è un bellissimo animale.

### Plurale
Se la pluralità non è chiara dal contesto, si usa la parola Poli.

### Numeri
0 Nul
1 Uni
2 Bi
3 Tri
4 Tetra
5 Penta
6 Ses
7 Sep
8 Oka
9 Nona
10 Deka
100 Senti
1.000 Mil
10.000 Miria
100.000 Lak
1.000.000 Milion
1.000.000.000 Miliar
1.000.000.000.000 Bilion
73.000.000.000.000.000 Sep birgul tri multi deka forse dekases.

### Pronomi

#### Pronomi personali
Mi: io
Mis: noi (voi compresi)
Mus: noi (voi esclusi)
Ni: tu
Nis: voi
Li: egli, ella, esso, lui, lei
Lis: essi, esse, loro
Antrop: si (impersonale)
Afto: sé (stesso)

#### Pronomi relativi
Ke: che, cui, il quale, la qiale, i quali, le quali

#### Pronomi dimostrativi
Dis: questo, questa, questi, queste
Na: quello, quella, quelli, quelle
Ilik: fin qui